# Saevitella peristomata
Saevitella peristomata is een mosdiertjessoort uit de familie van de Hippopodinidae. De wetenschappelijke naam van de soort is voor het eerst geldig gepubliceerd in 1899 door Waters.